# Ребрести тритони
Ребрестите тритони (Pleurodeles) са род земноводни от семейство Саламандрови (Salamandridae).
Таксонът е описан за пръв път от германския зоолог Карл Михахелес през 1830 година.

## Видове
- Pleurodeles nebulosus
- Pleurodeles poireti – Магребски тритон
- Pleurodeles waltl – Испански ребрест тритон